# Detroit 2
Pour les articles homonymes, voir Detroit.
Albums de Big Sean
Double or Nothing
(2017)
Singles
1. Deep Reverence
Sortie : 25 août 2020
2. Harder Than My Demons
Sortie : 31 août 2020

Detroit 2 est le 5e album studio du rappeur américain Big Sean, sorti en 2020 sur les labels GOOD Music et Def Jam. Il fait suite à sa mixtape Detroit sortie en 2012.

## Historique
Big Sean voulait initialement sortir son album le 13 mars 2020, soit le 313 Day (jour de la célébration annuelle de Détroit). Cependant, en raison de la pandémie de Covid-19, la sortie est repoussée. En août 2020, Big Sean annonce sur Twitter qu'il sortira finalement le 4 septembre 2020. L'album sort ainsi quasiment 8 ans, jour pour jour, après la mixtape Detroit sortie le 5 septembre 2012.

## Singles
Le premier single, Deep Reverence avec Nipsey Hussle, sort le 25 août 2020.
Le second single est Harder Than My Demons et est dévoilé le 31 août 2020, accompagné d'un clip.

## Liste des titres
Crédits : Tidal
| 1.    | Why Would I Stop? | - Sean Anderson - Chauncey Hollis - Rogét Chahayed | - Hit-Boy - Chahayed (co.)                                                                       | 2:32 |
| 2.    | Lucky Me | - S. Anderson - Hollis - Dacoury Natche - Chahayed - Travis Walton - Benny Soebardja | - Hit-Boy - DJ Dahi - Chahayed (add.) - Teddy Walton (add.)                                      | 4:08 |
| 3.    | Deep Reverence (featuring Nipsey Hussle) | - S. Anderson - Ermias Asghedom - Hollis - Ryan Martinez - Chahayed - Rafael X. Brown - Stephen Feigenbaum | - Hit-Boy - G. Ry (co.) - Chahayed (add.) - Audio Anthem (add.) - Johan Lenox (add.)             | 3:51 |
| 4.    | Wolves (featuring Post Malone) | - S. Anderson - Austin Post - Rakim Mayers - Earl Taylor - David Biral - Denzel Baptiste - Walton - Samuel Bonhart | - Take a Daytrip - Teddy Walton (add.)} - Samuel Austin (add.)                                   | 3:19 |
| 5.    | Body Language (featuring Ty Dolla Sign & Jhené Aiko)                                                                                        | - S. Anderson - Tyrone Griffin Jr. - Jhené Chilombo - Dwane Weir II - Justin Johnson - Shawn Harris | - Key Wane - Jay John Henry                                                                      | 3:44 |
| 6.    | Story By Dave Chappelle | - S. Anderson - Chahayed |                                                                                                  | 2:35 |
| 7.    | Harder Than My Demons | - S. Anderson - Cydel Young - Michael Williams II - Amaire Johnson - J. Johnson - Walton - Khalil Abdul-Rahman - Thomas Whitfield | - Mike Will Made It - Jay John Henry - DJ Khalil (co.) - A. Johnson (add.) - Teddy Walton (add.) | 2:11 |
| 8.    | Everything That's Missing (featuring Dwele)                                                                                                 | - S. Anderson - Andwele Gardner - Biral - Baptiste - Feigenbaum - Walton - A. Johnson - Gregg Rominiecki | - A. Johnson - Big Sean - Take a Daytrip - Johan Lenox - Teddy Walton - Rominiecki               | 3:14 |
| 9.    | Ztfo | - Anderson - Jacques Webster - Marcello Valenzano - Andre Lyon - Joshua Leon - Ernest Wilson - Chahayed - Walton | - Cool and Dre - Spanish Josh (co.) - No I.D. (add.) - Chahayed (add.) - Teddy Walton (add.)     | 2:16 |
| 10.   | Guard Your Heart (featuring Anderson .Paak, Earlly Mac & Wale)                                                                              | - S. Anderson - Brandon Anderson - Taylor - Olubowale Akintimehin - Hollis - Chahayed - Dustin Corbett | - Hit-Boy - Chahayed (add.) - Corbett (add.)                                                     | 4:18 |
| 11.   | Respect It (featuring Young Thug & Hit-Boy)                                                                                                 | - S. Anderson - Jeffrey Williams - Hollis - Taylor - Brook Rowland - Greg Davis - Corbett | - Hit-Boy - G Dav (co.) - Corbett (co.)                                                          | 3:27 |
| 12.   | Lithuania (featuring Travis Scott) | - S. Anderson - Webster - Hollis - Brown | - Hit-Boy - Audio Anthem (add.)                                                                  | 3:19 |
| 13.   | Full Circle (featuring Key Wane & Diddy) | - S. Anderson - Weir - Sean Combs - Didier Marouani | Key Wane                                                                                         | 2:58 |
| 14.   | Time In (Twenty88) | - S. Anderson - Chilombo - Dijon McFarlane - Weir - Chahayed - Paul Jeffries - Daniel Daley - Majid Al Maskati - Maneesh Bidaye - Stephen Garrett - Benjamin Bush - Timothy Mosley | - DJ Mustard - Key Wane - Chahayed (add.)                                                        | 2:57 |
| 15.   | Story By Erykah Badu | - S. Anderson - Chahayed - Erica Wright |                                                                                                  | 2:10 |
| 16.   | Feed | - S. Anderson - Matthew Samuels - Kaelin Capron - Walton - Tom Kahre | - Boi-1da - Capron - TT Audi - Teddy Walton (add.) - Kahre (add.)                                | 3:02 |
| 17.   | The Baddest | - S. Anderson - Wilson - Akira Ifukube | No I.D.                                                                                          | 3:09 |
| 18.   | Don Life (featuring Lil Wayne) | - S. Anderson - Dwayne Carter - Taylor - Weir - Hollis - A. Johnson - Feigenbaum - Walton - John Bettis - Steve Porcaro | - Key Wane - Hit-Boy (add.) - A. Johnson (add.) - Johan Lenox (add.) - Teddy Walton (add.)       | 3:14 |
| 19.   | Friday Night Cypher (featuring Tee Grizzley, Kash Doll, Cash Kidd, Payroll, 42 Dugg, Boldy James, Drego, Sada Baby, Royce da 5'9" & Eminem) | - S. Anderson - Terry Wallace - Arkeisha Knight - Cash Kidd - Dior Petty - Samuel Johnson - Ryan Montgomery - Rowland - Deandre Pearson - Hollis - Weir - J. Johnson - Martin McCurtis - Gene Thornton - Terrence Thornton - Pharrell Williams - Chad Hugo - Nathaniel Johnson - Jason Phillips - David Styles | - Hit-Boy - Key Wane - Jay John Henry - Helluva                                                  | 9:28 |
| 20.   | Story By Stevie Wonder | - S. Anderson - Chahayed |                                                                                                  | 2:13 |
| 21.   | Still I Rise (featuring Dom Kennedy) | - Anderson - Dominic Hunn - Abdul-Rahman - Darhyl Camper | - Camper - DJ Khalil (co.) - Kahre (add.)                                                        | 3:07 |
| 71:19 | | |                                                                                                  |      |

Notes
- Deep Reverence contient des voix additionnelles de Comic J Will et Johan Lenox.
- Wolves contient des voix additionnelles d'ASAP Rocky et Gregg Rominiecki.
- Harder Than My Demons contient des voix additionnelles d'Anthony "Jawan" McEastland, Chelsea West, Justin Bieber et Nikki Grier.
- Everything That's Missing et Feed contiennent des voix additionnelles de James Anderson.
- ZTFO contient des voix additionnelles de Travis Scott.
- Time In contient des voix additionnelles de Keith Sweat.
- Don Life contient des voix additionnelles de Johan Lenox, Kyle Stewart et Meek Mill.
- Still I Rise contient des voix additionnelles de Kierra Sheard.

## Samples
- Don Life contient un sample de Human Nature de Michael Jackson[6].
- Lucky Me contient un sample de Bezerk de Big Sean feat. ASAP Ferg et Hit-Boy.
- Harder Than My Demons contient un sample de Some Cut de Trillville feat. Cutty.
- The Baddest contient un sample de Gojira Tai Mosura d'Akira Ifukube (tiré du film Godzilla).
- Friday Night Cypher contient un sample de Grindin’ des Clipse.
- Body Language contient un sample de Soulful Moaning de Shawn Harris.